# Derobrachus procerus
Derobrachus procerus es una especie de escarabajo longicornio del género Derobrachus, tribu Prionini, subfamilia Prioninae. Fue descrita científicamente por Thomson en 1861.

## Descripción
Mide 46-74 milímetros de longitud.

## Distribución
Se distribuye por Guatemala, Honduras y México.